# Sixeonotus albicornis
Sixeonotus albicornis är en insektsart som beskrevs av Willis Blatchley 1926. Sixeonotus albicornis ingår i släktet Sixeonotus och familjen ängsskinnbaggar. Inga underarter finns listade i Catalogue of Life.